# チームE 5th Stage「SKEフェスティバル」
『チームE 5th Stage「SKEフェスティバル」』（チームイーフィフスステージ エスケーイーフェスティバル）は、SKE48チームE劇場公演の5th Stageである。AKB48チームサプライズの「バラの儀式」「重力シンパシー」をベースに独自に構成されたセットリスト。
2016年9月9日から2023年6月25日まで行われていたSKE48チームEの5th公演である。

## 公演内容

### 曲目
1. overture（SKE48 ver.）
（作編曲：尾澤拓実　歌：TAZ）
全SKE48公演共通である。
2. 重力シンパシー
（作詞：秋元康　作曲：原田ナオ）
3. キミが思ってるより…
（作詞：秋元康　作曲：田靡達也）
4. ほっぺ、ツネル
（作詞：秋元康　作曲：フジノタカフミ）
5. SKEフェスティバル
（作詞：秋元康　作曲：つじたかひろ）
6. お手上げララバイ
（作詞：秋元康　作曲：横健介）
7. 君のC/W
（作詞：秋元康　作曲：重永亮介）
8. 涙に沈む太陽
（作詞：秋元康　作曲：石川烈）
9. ハングリーライオン
（作詞：秋元康　作曲：すみだしんや）
10. 1994年の雷鳴
（作詞：秋元康　作曲：すみだしんや）
11. バラの儀式
（作詞：秋元康　作曲：田中俊亮）
12. 女神はどこで微笑む?
（作詞：秋元康　作曲：フジノタカフミ）
13. ハートのベクトル
（作詞：秋元康　作曲：緒形真平）
14. キンモクセイ
（作詞：秋元康　作曲：深谷一生）

アンコール
1. 恋のお縄
（作詞：秋元康　作・編曲：野中“まさ”雄一）
2. 美しい狩り
（作詞：秋元康　作曲：夏海寛）
3. 未来が目にしみる
（作詞：秋元康　作曲：川浦正大　編曲：武藤星児）

## SKE48 チームE 5th Stage「SKEフェスティバル」公演
公演期間
2016年9月9日 - 2023年6月25日（344回）
出演メンバー
相川暖花・浅井裕華・池田楓・石川花音・井田玲音名・市野成美・鎌田菜月・木本花音・熊崎晴香・倉島杏実・後藤楽々・斉藤真木子・酒井萌衣・佐藤佳穂・佐藤すみれ・白雪希明・末永桜花・菅原茉椰・鈴木恋奈・須田亜香里・髙寺沙菜・髙畑結希・田辺美月・谷真理佳・西満里奈・野々垣美希・平田詩奈・深井ねがい・福士奈央
浅井・末永・髙畑は2016年11月20日付で研究生から昇格。上記3人が昇格するまでは、2名欠員の14名体制で、サポートメンバーとして上記3名を含む研究生が出演していた。酒井は2017年3月30日に最終公演、同月31日に卒業。相川・佐藤佳は2017年10月5日付で研究生から昇格。木本は2017年12月1日に最終公演、同日卒業。佐藤すは2017年12月19日に最終公演、同月31日に卒業。髙寺は2018年1月29日に最終公演、同月31日に卒業。市野は2018年3月27日に最終公演、同月31日に卒業。倉島・白雪・野々垣は2018年4月28日付で研究生から昇格。西・平田・深井は2018年9月16日付で研究生から昇格。白雪は2019年4月25日に最終公演、5月1日に卒業。野々垣は2019年11月29日に最終公演、同月30日に卒業。池田・田辺は2020年2月15日付で研究生から昇格。石川・鈴木は2020年10月5日付で研究生から昇格。西は2021年3月25日に最終公演（ただし翌日の平田最終公演には出演）、同月31日に卒業。平田は2021年3月26日に最終公演、同月31日に卒業。石川は2021年5月26日に最終公演、同月31日に卒業。深井は2022年1月31日に最終公演、同日卒業。

ユニット曲担当（各曲各ポジションから1名ずつ出演）
- お手上げララバイ
  - 斉藤・熊崎・福士
- 君のC/W
  - 市野・菅原・末永・相川・野々垣・倉島
  - 後藤・髙寺・市野・末永
  - 髙寺・福士・相川・倉島
- 涙に沈む太陽
  - 佐藤す・酒井・髙畑・佐藤佳・菅原
  - 木本・佐藤す・鎌田・井田
  - 井田・髙畑・菅原・白雪
- ハングリーライオン
  - 鎌田・末永・市野・相川
  - 髙寺・浅井・市野・後藤・倉島・野々垣
  - 熊崎・鎌田・浅井・末永
  - 福士・末永・佐藤佳・倉島・西
- 1994年の雷鳴
  - 谷・斉藤・末永・鎌田・佐藤佳・相川・野々垣
  - 酒井・末永・井田・白雪
  - 須田・谷・菅原
  - 井田・髙畑・末永・相川
  - 菅原・髙畑

## スタジオ収録CD

### SKEフェスティバル（CD）
- 収録メンバー
浅井裕華・井田玲音名・市野成美・鎌田菜月・木本花音・熊崎晴香・後藤楽々・斉藤真木子・佐藤すみれ・末永桜花・菅原茉椰・須田亜香里・髙寺沙菜・髙畑結希・谷真理佳・福士奈央
- 収録曲
  1. overture（SKE48 ver.）
  2. 重力シンパシー
  3. キミが思ってるより…
  4. ほっぺ、ツネル
  5. SKEフェスティバル
  6. お手上げララバイ（歌：斉藤）
  7. 君のC/W（歌：市野・後藤・髙寺）
  8. 涙に沈む太陽（歌：木本・井田・佐藤）
  9. ハングリーライオン（歌：浅井・鎌田・熊崎・福士）
  10. 1994年の雷鳴（歌：末永・菅原・須田・髙畑・谷）
  11. バラの儀式
  12. 女神はどこで微笑む?
  13. ハートのベクトル
  14. キンモクセイ
  15. 恋のお縄
  16. 美しい狩り
  17. 未来が目にしみる